# Vin français bénéficiant d'une AOC

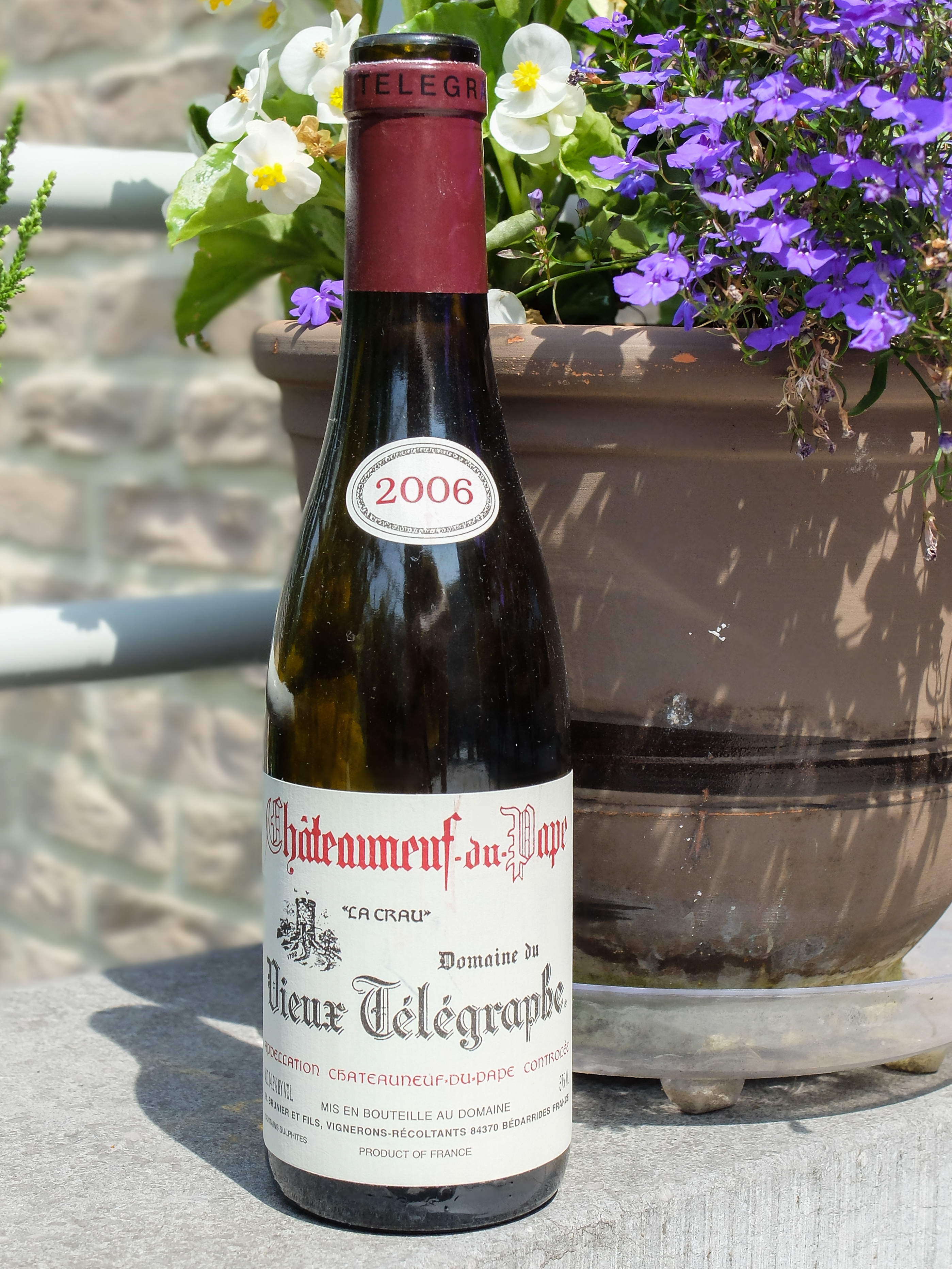
Une bouteille de châteauneuf-du-pape.

Un vin français bénéficiant d'une AOC (appellation d'origine contrôlée) est un vin produit en France pour lequel une demande d'AOC, accompagnée d'un cahier des charges à respecter, a obtenu un avis favorable de l'INAO. Après homologation du cahier des charges, ce vin est également classé dans la catégorie équivalente au niveau européen, celle des AOP.
Sur l'étiquette du produit, le nom de l'appellation peut être suivi, ou plus rarement précédé, par une ou plusieurs mentions complémentaires. Ces mentions peuvent indiquer les principaux cépages utilisés, une zone précise de récolte des raisins, une méthode particulière de récolte, de vinification ou de vieillissement, une gamme de teneur en sucre, un classement en cru, etc.
Une cartographie au niveau parcellaire des zones de récolte des raisins pour les vins sous AOC est actuellement entreprise par l'INAO et l'IGN. La carte, encore incomplète, pour les vins relevant de chaque bassin viticole est disponible sur le site officiel Géoportail.
Les appellations de vins français ne se trouvant pas dans la liste ci-dessous sont classés en vins sous IGP ou en vins sans indication géographique. Les catégories « vins de qualité produits dans des régions déterminées » et « vins de table (au sens européen) » n'existent plus depuis le 31 juillet 2009. Les catégories « appellation d'origine vin délimité de qualité supérieure » (VDQS), « vins de pays » et « vins de table (au sens français) » n'existent plus depuis le 31 décembre 2011.
Les vignobles de cette liste sont ceux du Portail Wikipédia de la vigne et du vin, mais le terme « vignoble » a ici un sens général et ne signifierait aucunement une sorte d'organigramme des vignobles. Par exemple le vignoble de la vallée de la Loire est constitué de vignobles plus petits, comme le vignoble d'Anjou ou le vignoble de Touraine. À leur tour ces derniers sont constitués d'autres vignobles encore plus petits ou tout simplement des territoires correspondant aux appellations. Ces mêmes territoires peuvent être appelés à leur tour des vignobles, sans que cela ait un sens officiel.

## Liste des vins français sous AOC et AOP
Cette liste des vins français sous AOC est constituée des 319 appellations (en 2019) de produits référencés comme tels par l'INAO.

### Bordelais
Il y a 38 appellations dans le vignoble bordelais, auxquelles s'ajoutent six dénominations géographiques complémentaires et deux mentions traditionnelles. Le vignoble bordelais est subdivisé en six sous-régions :
- Blayais/Bourgeais, avec trois appellations ;
- Entre-deux-Mers, sept appellations ;
- Graves, trois appellations ;
- Libournais, dix appellations ;
- Médoc, huit appellations ;
- Sauternais, trois appellations.

À ceux-ci, s'ajoutent quatre appellations régionales : bordeaux, bordeaux-supérieur, crémant de Bordeaux et côtes-de-bordeaux.
| AOC (+ dénomination géographique ou mention traditionnelle) | Types d'appellation | Sous-régions                                 | Vins tranquilles | Vins tranquilles       | Vins tranquilles       | Vins effervescents | Vins effervescents | Vins effervescents |
| AOC (+ dénomination géographique ou mention traditionnelle) | Types d'appellation | Sous-régions                                 | Blanc            | Rosé (dont le clairet) | Rouge (dont le claret) | Blanc              | Rosé               | Rouge              |
| --- | ------------------- | -------------------------------------------- | ---------------- | ---------------------- | ---------------------- | ------------------ | ------------------ | ------------------ |
| barsac | Communale           | Sauternais                                   | X                |                        |                        |                    |                    |                    |
| blaye | Sous-régionale      | Blayais/Bourgeais                            |                  |                        | X                      |                    |                    |                    |
| bordeaux : - haut Benauge (blanc) - Clairet (rosé) - Claret (rouge)                                                                                                | Régionale           |                                              | X                | X                      | X                      |                    |                    |                    |
| bordeaux-supérieur | Régionale           |                                              | X                |                        | X                      |                    |                    |                    |
| cadillac | Communale           | Entre-deux-Mers                              | X                |                        |                        |                    |                    |                    |
| canon-fronsac | Communale           | Libournais                                   |                  |                        | X                      |                    |                    |                    |
| cérons | Commune             | Graves                                       | X                |                        |                        |                    |                    |                    |
| côtes-de-blaye | Sous-régionale      | Blayais/Bourgeais                            | X                |                        |                        |                    |                    |                    |
| côtes-de-bordeaux : - blaye-côtes-de-bordeaux - cadillac-côtes-de-bordeaux - castillon-côtes-de-bordeaux - francs-côtes-de-bordeaux - sainte-foy-côtes-de-bordeaux | Régionale           | Libournais Blayais/Bourgeais Entre-deux-Mers | X                |                        | X                      |                    |                    |                    |
| côtes-de-bordeaux-saint-macaire | Communale           | Entre-deux-Mers                              | X                |                        |                        |                    |                    |                    |
| côtes-de-bourg ou bourg ou bourgeais | Sous-régionale      | Blayais/Bourgeais                            | X                |                        | X                      |                    |                    |                    |
| crémant de Bordeaux | Régionale           |                                              |                  |                        |                        | X                  | X                  |                    |
| entre-deux-mers : - Haut-Benauge | Sous-régionale      | Entre-deux-Mers                              | X                |                        |                        |                    |                    |                    |
| fronsac | Communale           | Libournais                                   |                  |                        | X                      |                    |                    |                    |
| graves | Sous-régionale      | Graves                                       | X                |                        | X                      |                    |                    |                    |
| graves-de-vayres | Communale           | Entre-deux-Mers                              | X                |                        | X                      |                    |                    |                    |
| graves-supérieures | Sous-régionale      | Graves                                       | X                |                        |                        |                    |                    |                    |
| haut-médoc | Sous-régionale      | Médoc                                        |                  |                        | X                      |                    |                    |                    |
| lalande-de-pomerol | Communale           | Libournais                                   |                  |                        | X                      |                    |                    |                    |
| listrac-médoc | Communale           | Médoc                                        |                  |                        | X                      |                    |                    |                    |
| loupiac | Communale           | Entre-deux-Mers                              | X                |                        |                        |                    |                    |                    |
| lussac-saint-émilion | Communale           | Libournais                                   |                  |                        | X                      |                    |                    |                    |
| margaux | Communale           | Médoc                                        |                  |                        | X                      |                    |                    |                    |
| médoc | Sous-régionale      | Médoc                                        |                  |                        | X                      |                    |                    |                    |
| montagne-saint-émilion | Communale           | Libournais                                   |                  |                        | X                      |                    |                    |                    |
| moulis ou moulis-en-médoc | Communale           | Médoc                                        |                  |                        | X                      |                    |                    |                    |
| pauillac | Communale           | Médoc                                        |                  |                        | X                      |                    |                    |                    |
| pessac-léognan | Communale           | Graves                                       | X                |                        | X                      |                    |                    |                    |
| pomerol | Communale           | Libournais                                   |                  |                        | X                      |                    |                    |                    |
| premières-côtes-de-bordeaux | Sous-régionale      | Entre-deux-Mers                              | X                |                        |                        |                    |                    |                    |
| puisseguin-saint-émilion | Communale           | Libournais                                   |                  |                        | X                      |                    |                    |                    |
| saint-émilion | Communale           | Libournais                                   |                  |                        | X                      |                    |                    |                    |
| saint-émilion grand cru | Communale           | Libournais                                   |                  |                        | X                      |                    |                    |                    |
| saint-estèphe | Communale           | Médoc                                        |                  |                        | X                      |                    |                    |                    |
| saint-georges-saint-émilion | Communale           | Libournais                                   |                  |                        | X                      |                    |                    |                    |
| saint-julien | Communale           | Médoc                                        |                  |                        | X                      |                    |                    |                    |
| sainte-croix-du-mont | Communale           | Entre-deux-Mers                              | X                |                        |                        |                    |                    |                    |
| sauternes | Communale           | Sauternais                                   | X                |                        |                        |                    |                    |                    |

### Corse et Provence
Il y a neuf appellations dans le vignoble de Provence, auxquelles s'ajoutent 5 dénominations géographiques complémentaires. Il y a quatre appellations dans le vignoble de Corse, auxquelles s'ajoutent cinq dénominations géographiques complémentaires.
| AOC + dénomination géographique                                                              | Région   | Type d'appelation | Vins tranquilles | Vins tranquilles | Vins tranquilles | Vins effervescents | Vins effervescents | Vins effervescents |
| AOC + dénomination géographique                                                              | Région   | Type d'appelation | Blanc            | Rosé             | Rouge            | Blanc              | Rosé               | Rouge              |
| -------------------------------------------------------------------------------------------- | -------- | ----------------- | ---------------- | ---------------- | ---------------- | ------------------ | ------------------ | ------------------ |
| ajaccio                                                                                      | Corse    | Communale         | X                | X                | X                |                    |                    |                    |
| bandol                                                                                       | Provence | Communale         | X                | X                | X                |                    |                    |                    |
| bellet ou vin-de-bellet                                                                      | Provence | Communale         | X                | X                | X                |                    |                    |                    |
| cassis                                                                                       | Provence | Communale         | X                | X                | X                |                    |                    |                    |
| corse ou vin-de-corse : - coteaux-du-cap-corse - calvi - porto-vecchio - figari - sartène    | Corse    | Régionale         | X                | X                | X                |                    |                    |                    |
| côtes-de-provence : - sainte-victoire - fréjus - la londe - pierrefeu - notre-dame-des-anges | Provence | Sous-régionale    | X                | X                | X                |                    |                    |                    |
| coteaux-d'aix-en-provence                                                                    | Provence | Sous-régionale    | X                | X                | X                |                    |                    |                    |
| coteaux-varois-en-provence                                                                   | Provence | Communale         | X                | X                | X                |                    |                    |                    |
| les-baux-de-provence                                                                         | Provence | Communale         | X                | X                | X                |                    |                    |                    |
| muscat du cap Corse                                                                          | Corse    | Communale         | X                |                  |                  |                    |                    |                    |
| palette                                                                                      | Provence | Communale         | X                | X                | X                |                    |                    |                    |
| patrimonio                                                                                   | Corse    | Communale         | X                | X                | X                |                    |                    |                    |
| pierrevert                                                                                   | Provence | Communale         | X                | X                | X                |                    |                    |                    |

### Alsace
Jusqu'à 2011, il n'y avait que trois appellations dans le vignoble d'Alsace : l'appellation régionale alsace avec ses onze dénominations de cépages et deux mentions traditionnelles complémentaires (vendanges tardives et sélection de grains nobles) ; le crémant d'Alsace ; et l'appellation alsace grand cru avec 51 dénominations géographiques. En 2011, chaque grand cru est devenu une appellation à part entière, tandis que l'appellation alsace compte désormais en son sein treize dénominations géographiques.
| Appellations d'origine contrôlée | Type d'appellation | Vins tranquilles | Vins tranquilles | Vins tranquilles | Vins effervescents | Vins effervescents | Vins effervescents |
| Appellations d'origine contrôlée | Type d'appellation | Blanc            | Rosé             | Rouge            | Blanc              | Rosé               | Rouge              |
| -------------------------------- | ------------------ | ---------------- | ---------------- | ---------------- | ------------------ | ------------------ | ------------------ |
| alsace ou vin d'Alsace           | régionale          | X                | X                | X                |                    |                    |                    |
| 51 grands crus d'Alsace          | communale          | X                |                  | X                |                    |                    |                    |
| crémant d'Alsace                 | régionale          |                  |                  |                  | X                  | X                  |                    |

### Jura et Savoie-Bugey
Il y a six appellations dans le vignoble du Jura en 2024, auxquelles s'ajoutent une dénomination géographique complémentaire et deux mentions traditionnelles complémentaires (vin jaune et vin de paille). Il y a cinq appellations dans le vignoble de Savoie et du Bugey, auxquelles s'ajoutent de nombreuses dénominations géographiques complémentaires pour les appellations régionales.
| AOC + dénomination géographique | Région       | Type d'appellation | Vins tranquilles | Vins tranquilles | Vins tranquilles | Vins effervescents | Vins effervescents | Vins effervescents |
| AOC + dénomination géographique | Région       | Type d'appellation | Blanc (et jaune) | Rosé             | Rouge            | Blanc              | Rosé               | Rouge              |
| --- | ------------ | ------------------ | ---------------- | ---------------- | ---------------- | ------------------ | ------------------ | ------------------ |
| arbois : - Pupillin | Jura         | Communale          | X                | X                | X                |                    |                    |                    |
| bugey - Cerdon - Manicle - Montagnieu | Savoie-Bugey | Régionale          | X                | X                | X                | X                  | X                  |                    |
| château-chalon | Jura         | Communale          | X                |                  |                  |                    |                    |                    |
| côtes-du-jura | Jura         | Communale          | X                | X                | X                |                    |                    |                    |
| crémant du Jura | Jura         | Régionale          |                  |                  |                  | X                  | X                  |                    |
| l'étoile | Jura         | Communale          | X                |                  |                  |                    |                    |                    |
| macvin du Jura | Jura         | Régionale          | X                | X                | X                |                    |                    |                    |
| roussette de Savoie | Savoie-Bugey | Régionale          | X                |                  |                  |                    |                    |                    |
| roussette du Bugey | Savoie-Bugey | Régionale          | X                |                  |                  |                    |                    |                    |
| savoie ou vin-de-savoie : - Abymes - Apremont - Arbin - Ayze - Chautagne - Chignin - chignin-bergeron - Crépy - Cruet - Jongieux - Marignan - Marin - Montmélian - Ripaille - Saint-jean-de-la-porte - Saint-jeoire-prieuré | Savoie-Bugey | Régionale          | X                | X                | X                | X                  | X                  |                    |
| seyssel | Savoie-Bugey | Communale          | X                |                  |                  | X                  |                    |                    |

### Autres régions
| Appellations d'origine contrôlée                                         | Vignobles            | Vins tranquilles | Vins tranquilles         | Vins tranquilles                  | Vins effervescents | Vins effervescents | Vins effervescents |
| Appellations d'origine contrôlée                                         | Vignobles            | Blanc (+ ambré)  | Rosé (+ clairet et gris) | Rouge (+ claret, grenat et tuilé) | Blanc              | Rosé               | Rouge              |
| ------------------------------------------------------------------------ | -------------------- | ---------------- | ------------------------ | --------------------------------- | ------------------ | ------------------ | ------------------ |
| aloxe-corton                                                             | Bourgogne            | Blanc            |                          | Rouge                             |                    |                    |                    |
| anjou                                                                    | Val de Loire         | Blanc            |                          | Rouge                             | Blanc              | Rosé               |                    |
| anjou-coteaux-de-la-loire                                                | Val de Loire         | Blanc            |                          |                                   |                    |                    |                    |
| anjou villages                                                           | Val de Loire         |                  |                          | Rouge                             |                    |                    |                    |
| anjou-villages-brissac                                                   | Val de Loire         |                  |                          | Rouge                             |                    |                    |                    |
| auxey-duresses                                                           | Bourgogne            | Blanc            |                          | Rouge                             |                    |                    |                    |
| banyuls                                                                  | Languedoc-Roussillon | Blanc            | Rosé                     | Rouge                             |                    |                    |                    |
| banyuls grand cru                                                        | Languedoc-Roussillon |                  |                          | Rouge                             |                    |                    |                    |
| bâtard-montrachet                                                        | Bourgogne            | Blanc            |                          |                                   |                    |                    |                    |
| béarn                                                                    | Sud-Ouest            | Blanc            | Rosé                     | Rouge                             |                    |                    |                    |
| beaujolais                                                               | Beaujolais           | Blanc            | Rosé                     | Rouge                             |                    |                    |                    |
| beaumes-de-venise                                                        | Vallée du Rhône      |                  |                          | Rouge                             |                    |                    |                    |
| beaune                                                                   | Bourgogne            | Blanc            |                          | Rouge                             |                    |                    |                    |
| bergerac                                                                 | Sud-Ouest            | Blanc            | Rosé                     | Rouge                             |                    |                    |                    |
| bienvenues-bâtard-montrachet                                             | Bourgogne            | Blanc            |                          |                                   |                    |                    |                    |
| blagny                                                                   | Bourgogne            |                  |                          | Rouge                             |                    |                    |                    |
| bonnes-mares                                                             | Bourgogne            |                  |                          | Rouge                             |                    |                    |                    |
| bonnezeaux                                                               | Val de Loire         | Blanc            |                          |                                   |                    |                    |                    |
| bourgogne                                                                | Bourgogne            | Blanc            | Rosé                     | Rouge                             |                    |                    |                    |
| bourgogne aligoté                                                        | Bourgogne            | Blanc            |                          |                                   |                    |                    |                    |
| bourgogne-mousseux                                                       | Bourgogne            |                  |                          |                                   |                    |                    | Rouge              |
| bourgogne-passe-tout-grains                                              | Bourgogne            |                  | Rosé                     | Rouge                             |                    |                    |                    |
| bourgueil                                                                | Val de Loire         |                  | Rosé                     | Rouge                             |                    |                    |                    |
| bouzeron                                                                 | Bourgogne            | Blanc            |                          |                                   |                    |                    |                    |
| brouilly                                                                 | Beaujolais           |                  |                          | Rouge                             |                    |                    |                    |
| brulhois                                                                 | Sud-Ouest            |                  | Rosé                     | Rouge                             |                    |                    |                    |
| buzet                                                                    | Sud-Ouest            | Blanc            | Rosé                     | Rouge                             |                    |                    |                    |
| cabardès                                                                 | Languedoc-Roussillon |                  | Rosé                     | Rouge                             |                    |                    |                    |
| cabernet d'Anjou                                                         | Val de Loire         |                  | Rosé                     |                                   |                    |                    |                    |
| cahors                                                                   | Sud-Ouest            |                  |                          | Rouge                             |                    |                    |                    |
| cairanne                                                                 | Vallée du Rhône      | Blanc            |                          | Rouge                             |                    |                    |                    |
| chablis                                                                  | Bourgogne            | Blanc            |                          |                                   |                    |                    |                    |
| chablis grand cru                                                        | Bourgogne            | Blanc            |                          |                                   |                    |                    |                    |
| chambertin                                                               | Bourgogne            |                  |                          | Rouge                             |                    |                    |                    |
| chambertin-clos-de-bèze                                                  | Bourgogne            |                  |                          | Rouge                             |                    |                    |                    |
| chambolle-musigny                                                        | Bourgogne            |                  |                          | Rouge                             |                    |                    |                    |
| champagne                                                                | Champagne            |                  |                          |                                   | Blanc              | Rosé               |                    |
| chapelle-chambertin                                                      | Bourgogne            |                  |                          | Rouge                             |                    |                    |                    |
| charlemagne                                                              | Bourgogne            | Blanc            |                          |                                   |                    |                    |                    |
| charmes-chambertin                                                       | Bourgogne            |                  |                          | Rouge                             |                    |                    |                    |
| chassagne-montrachet                                                     | Bourgogne            | Blanc            |                          | Rouge                             |                    |                    |                    |
| château-grillet                                                          | Vallée du Rhône      | Blanc            |                          |                                   |                    |                    |                    |
| châteaumeillant                                                          | Val de Loire         |                  | Rosé                     | Rouge                             |                    |                    |                    |
| châteauneuf-du-pape                                                      | Vallée du Rhône      | Blanc            |                          | Rouge                             |                    |                    |                    |
| châtillon-en-diois                                                       | Vallée du Rhône      | Blanc            | Rosé                     | Rouge                             |                    |                    |                    |
| chénas                                                                   | Beaujolais           |                  |                          | Rouge                             |                    |                    |                    |
| chevalier-montrachet                                                     | Bourgogne            | Blanc            |                          |                                   |                    |                    |                    |
| cheverny                                                                 | Val de Loire         | Blanc            | Rosé                     | Rouge                             |                    |                    |                    |
| chinon                                                                   | Val de Loire         | Blanc            | Rosé                     | Rouge                             |                    |                    |                    |
| chiroubles                                                               | Beaujolais           |                  |                          | Rouge                             |                    |                    |                    |
| chorey-lès-beaune                                                        | Bourgogne            | Blanc            |                          | Rouge                             |                    |                    |                    |
| clairette de Bellegarde                                                  | Vallée du Rhône      | Blanc            |                          |                                   |                    |                    |                    |
| clairette de Die                                                         | Vallée du Rhône      |                  |                          |                                   | Blanc              | Rosé               |                    |
| clairette du Languedoc                                                   | Languedoc-Roussillon | Blanc            |                          |                                   |                    |                    |                    |
| clos-de-la-roche                                                         | Bourgogne            |                  |                          | Rouge                             |                    |                    |                    |
| clos-des-lambrays                                                        | Bourgogne            |                  |                          | Rouge                             |                    |                    |                    |
| clos-de-tart                                                             | Bourgogne            |                  |                          | Rouge                             |                    |                    |                    |
| clos-de-vougeot ou clos-vougeot                                          | Bourgogne            |                  |                          | Rouge                             |                    |                    |                    |
| clos-saint-denis                                                         | Bourgogne            |                  |                          | Rouge                             |                    |                    |                    |
| collioure                                                                | Languedoc-Roussillon | Blanc            | Rosé                     | Rouge                             |                    |                    |                    |
| condrieu                                                                 | Vallée du Rhône      | Blanc            |                          |                                   |                    |                    |                    |
| corbières                                                                | Languedoc-Roussillon | Blanc            | Rosé                     | Rouge                             |                    |                    |                    |
| corbières-boutenac                                                       | Languedoc-Roussillon |                  |                          | Rouge                             |                    |                    |                    |
| cornas                                                                   | Vallée du Rhône      |                  |                          | Rouge                             |                    |                    |                    |
| corrèze                                                                  | Limousin             | Blanc            |                          | Rouge                             |                    |                    |                    |
| corton                                                                   | Bourgogne            | Blanc            |                          | Rouge                             |                    |                    |                    |
| corton-charlemagne                                                       | Bourgogne            | Blanc            |                          |                                   |                    |                    |                    |
| costières-de-nîmes                                                       | Vallée du Rhône      | Blanc            | Rosé                     | Rouge                             |                    |                    |                    |
| coteaux-bourguignons ou bourgogne-grand-ordinaire ou bourgogne-ordinaire | Bourgogne            | Blanc            | Rosé                     | Rouge                             |                    |                    |                    |
| coteaux-champenois                                                       | Champagne            | Blanc            | Rosé                     | Rouge                             |                    |                    |                    |
| coteaux-d'ancenis                                                        | Val de Loire         | Blanc            | Rosé                     | Rouge                             |                    |                    |                    |
| coteaux-de-die                                                           | Vallée du Rhône      | Blanc            |                          |                                   |                    |                    |                    |
| coteaux-de-l'aubance                                                     | Val de Loire         | Blanc            |                          |                                   |                    |                    |                    |
| coteaux-de-saumur                                                        | Val de Loire         | Blanc            |                          |                                   |                    |                    |                    |
| coteaux-du-giennois                                                      | Val de Loire         | Blanc            | Rosé                     | Rouge                             |                    |                    |                    |
| coteaux-du-layon                                                         | Val de Loire         | Blanc            |                          |                                   |                    |                    |                    |
| coteaux-du-loir                                                          | Val de Loire         | Blanc            | Rosé                     | Rouge                             |                    |                    |                    |
| coteaux-du-lyonnais                                                      | Lyonnais             | Blanc            | Rosé                     | Rouge                             |                    |                    |                    |
| coteaux-du-quercy                                                        | Sud-Ouest            |                  | Rosé                     | Rouge                             |                    |                    |                    |
| coteaux-du-vendômois                                                     | Val de Loire         | Blanc            | Rosé                     | Rouge                             |                    |                    |                    |
| côte-de-beaune                                                           | Bourgogne            | Blanc            |                          | Rouge                             |                    |                    |                    |
| côte-de-beaune-villages                                                  | Bourgogne            |                  |                          | Rouge                             |                    |                    |                    |
| côte-de-brouilly                                                         | Beaujolais           |                  |                          | Rouge                             |                    |                    |                    |
| côte-de-nuits-villages ou vins-fins-de-la-côte-de-nuits                  | Bourgogne            | Blanc            |                          | Rouge                             |                    |                    |                    |
| côte-roannaise                                                           | Val de Loire         |                  | Rosé                     | Rouge                             |                    |                    |                    |
| côte-rôtie                                                               | Vallée du Rhône      |                  |                          | Rouge                             |                    |                    |                    |
| côtes-d'auvergne                                                         | Val de Loire         | Blanc            | Rosé                     | Rouge                             |                    |                    |                    |
| côtes-de-bergerac                                                        | Sud-Ouest            | Blanc            |                          | Rouge                             |                    |                    |                    |
| côtes-de-duras                                                           | Sud-Ouest            | Blanc            | Rosé                     | Rouge                             |                    |                    |                    |
| côtes-de-millau                                                          | Sud-Ouest            | Blanc            | Rosé                     | Rouge                             |                    |                    |                    |
| côtes-de-montravel                                                       | Sud-Ouest            | Blanc            |                          |                                   |                    |                    |                    |
| côtes-de-toul                                                            | Lorraine             | Blanc            | Rosé                     | Rouge                             |                    |                    |                    |
| côtes-du-forez                                                           | Val de Loire         |                  | Rosé                     | Rouge                             |                    |                    |                    |
| côtes-du-marmandais                                                      | Sud-Ouest            | Blanc            | Rosé                     | Rouge                             |                    |                    |                    |
| côtes-du-rhône                                                           | Vallée du Rhône      | Blanc            | Rosé                     | Rouge                             |                    |                    |                    |
| côtes-du-rhône-villages                                                  | Vallée du Rhône      | Blanc            | Rosé                     | Rouge                             |                    |                    |                    |
| côtes-du-roussillon                                                      | Languedoc-Roussillon | Blanc            | Rosé                     | Rouge                             |                    |                    |                    |
| côtes-du-roussillon-villages                                             | Languedoc-Roussillon |                  |                          | Rouge                             |                    |                    |                    |
| côtes-du-vivarais                                                        | Vallée du Rhône      | Blanc            | Rosé                     | Rouge                             |                    |                    |                    |
| coulée-de-serrant                                                        | Val de Loire         | Blanc            |                          |                                   |                    |                    |                    |
| cour-cheverny                                                            | Val de Loire         | Blanc            |                          |                                   |                    |                    |                    |
| crémant de Bourgogne                                                     | Bourgogne            |                  |                          |                                   | Blanc              | Rosé               |                    |
| crémant de Die                                                           | Vallée du Rhône      |                  |                          |                                   | Blanc              |                    |                    |
| crémant de Limoux                                                        | Languedoc-Roussillon |                  |                          |                                   | Blanc              | Rosé               |                    |
| crémant de Loire                                                         | Val de Loire         |                  |                          |                                   | Blanc              | Rosé               |                    |
| criots-bâtard-montrachet                                                 | Bourgogne            | Blanc            |                          |                                   |                    |                    |                    |
| crozes-hermitage ou crozes-ermitage                                      | Vallée du Rhône      | Blanc            |                          | Rouge                             |                    |                    |                    |
| duché-d'uzès                                                             | Vallée du Rhône      | Blanc            | Rosé                     | Rouge                             |                    |                    |                    |
| échezeaux                                                                | Bourgogne            |                  |                          | Rouge                             |                    |                    |                    |
| entraygues-le-fel                                                        | Sud-Ouest            | Blanc            | Rosé                     | Rouge                             |                    |                    |                    |
| estaing                                                                  | Sud-Ouest            | Blanc            | Rosé                     | Rouge                             |                    |                    |                    |
| faugères                                                                 | Languedoc-Roussillon | Blanc            | Rosé                     | Rouge                             |                    |                    |                    |
| fiefs-vendéens                                                           | Val de Loire         | Blanc            | Rosé                     | Rouge                             |                    |                    |                    |
| fitou                                                                    | Languedoc-Roussillon |                  |                          | Rouge                             |                    |                    |                    |
| fixin                                                                    | Bourgogne            | Blanc            |                          | Rouge                             |                    |                    |                    |
| fleurie                                                                  | Beaujolais           |                  |                          | Rouge                             |                    |                    |                    |
| floc de Gascogne                                                         | Sud-Ouest            | Blanc            | Rosé                     |                                   |                    |                    |                    |
| fronton                                                                  | Sud-Ouest            |                  | Rosé                     | Rouge                             |                    |                    |                    |
| gaillac                                                                  | Sud-Ouest            | Blanc            | Rosé                     | Rouge                             | Blanc              |                    |                    |
| gaillac-premières-côtes                                                  | Sud-Ouest            | Blanc            |                          |                                   |                    |                    |                    |
| gevrey-chambertin                                                        | Bourgogne            |                  |                          | Rouge                             |                    |                    |                    |
| gigondas                                                                 | Vallée du Rhône      |                  | Rosé                     | Rouge                             |                    |                    |                    |
| givry                                                                    | Bourgogne            | Blanc            |                          | Rouge                             |                    |                    |                    |
| grand-roussillon                                                         | Languedoc-Roussillon | Blanc            | Rosé                     | Rouge                             |                    |                    |                    |
| grands-échezeaux                                                         | Bourgogne            |                  |                          | Rouge                             |                    |                    |                    |
| grignan-les-adhémar                                                      | Vallée du Rhône      | Blanc            | Rosé                     | Rouge                             |                    |                    |                    |
| griotte-chambertin                                                       | Bourgogne            |                  |                          | Rouge                             |                    |                    |                    |
| gros-plant du Pays nantais                                               | Val de Loire         | Blanc            |                          |                                   |                    |                    |                    |
| haut-montravel                                                           | Sud-Ouest            | Blanc            |                          |                                   |                    |                    |                    |
| haut-poitou                                                              | Val de Loire         | Blanc            | Rosé                     | Rouge                             |                    |                    |                    |
| hermitage ou ermitage ou l'hermitage ou l'ermitage                       | Vallée du Rhône      | Blanc            |                          | Rouge                             |                    |                    |                    |
| irancy                                                                   | Bourgogne            |                  |                          | Rouge                             |                    |                    |                    |
| irouléguy                                                                | Sud-Ouest            | Blanc            | Rosé                     | Rouge                             |                    |                    |                    |
| jasnières                                                                | Val de Loire         | Blanc            |                          |                                   |                    |                    |                    |
| juliénas                                                                 | Beaujolais           |                  |                          | Rouge                             |                    |                    |                    |
| jurançon                                                                 | Sud-Ouest            | Blanc            |                          |                                   |                    |                    |                    |
| la clape                                                                 | Languedoc-Roussillon | Blanc            |                          | Rouge                             |                    |                    |                    |
| ladoix                                                                   | Bourgogne            | Blanc            |                          | Rouge                             |                    |                    |                    |
| la-grande-rue                                                            | Bourgogne            |                  |                          | Rouge                             |                    |                    |                    |
| languedoc                                                                | Languedoc-Roussillon | Blanc            | Rosé                     | Rouge                             |                    |                    |                    |
| la-romanée                                                               | Bourgogne            |                  |                          | Rouge                             |                    |                    |                    |
| la-tâche                                                                 | Bourgogne            |                  |                          | Rouge                             |                    |                    |                    |
| latricières-chambertin                                                   | Bourgogne            |                  |                          | Rouge                             |                    |                    |                    |
| limoux                                                                   | Languedoc-Roussillon | Blanc            |                          | Rouge                             | Blanc              |                    |                    |
| lirac                                                                    | Vallée du Rhône      | Blanc            | Rosé                     | Rouge                             |                    |                    |                    |
| luberon                                                                  | Vallée du Rhône      | Blanc            | Rosé                     | Rouge                             |                    |                    |                    |
| mâcon                                                                    | Bourgogne            | Blanc            | Rosé                     | Rouge                             |                    |                    |                    |
| madiran                                                                  | Sud-Ouest            |                  |                          | Rouge                             |                    |                    |                    |
| malepère                                                                 | Languedoc-Roussillon |                  | Rosé                     | Rouge                             |                    |                    |                    |
| maranges                                                                 | Bourgogne            | Blanc            |                          | Rouge                             |                    |                    |                    |
| marcillac                                                                | Sud-Ouest            |                  | Rosé                     | Rouge                             |                    |                    |                    |
| marsannay                                                                | Bourgogne            | Blanc            | Rosé                     | Rouge                             |                    |                    |                    |
| maury                                                                    | Languedoc-Roussillon | Blanc            |                          | Rouge                             |                    |                    |                    |
| mazis-chambertin                                                         | Bourgogne            |                  |                          | Rouge                             |                    |                    |                    |
| mazoyères-chambertin                                                     | Bourgogne            |                  |                          | Rouge                             |                    |                    |                    |
| menetou-salon                                                            | Val de Loire         | Blanc            | Rosé                     | Rouge                             |                    |                    |                    |
| mercurey                                                                 | Bourgogne            | Blanc            |                          | Rouge                             |                    |                    |                    |
| meursault                                                                | Bourgogne            | Blanc            |                          | Rouge                             |                    |                    |                    |
| minervois                                                                | Languedoc-Roussillon | Blanc            | Rosé                     | Rouge                             |                    |                    |                    |
| la-livinière                                                             | Languedoc-Roussillon |                  |                          | Rouge                             |                    |                    |                    |
| monbazillac                                                              | Sud-Ouest            | Blanc            |                          |                                   |                    |                    |                    |
| montagny                                                                 | Bourgogne            | Blanc            |                          |                                   |                    |                    |                    |
| monthélie                                                                | Bourgogne            | Blanc            |                          | Rouge                             |                    |                    |                    |
| montlouis-sur-loire                                                      | Val de Loire         | Blanc            |                          |                                   | Blanc              |                    |                    |
| montrachet                                                               | Bourgogne            | Blanc            |                          |                                   |                    |                    |                    |
| montravel                                                                | Sud-Ouest            | Blanc            |                          | Rouge                             |                    |                    |                    |
| morey-saint-denis                                                        | Bourgogne            | Blanc            |                          | Rouge                             |                    |                    |                    |
| morgon                                                                   | Beaujolais           |                  |                          | Rouge                             |                    |                    |                    |
| moselle                                                                  | Lorraine             | Blanc            | Rosé                     | Rouge                             |                    |                    |                    |
| moulin-à-vent                                                            | Beaujolais           |                  |                          | Rouge                             |                    |                    |                    |
| muscadet                                                                 | Val de Loire         | Blanc            |                          |                                   |                    |                    |                    |
| muscadet-coteaux-de-la-loire                                             | Val de Loire         | Blanc            |                          |                                   |                    |                    |                    |
| muscadet-côtes-de-grandlieu                                              | Val de Loire         | Blanc            |                          |                                   |                    |                    |                    |
| muscadet-sèvre-et-maine                                                  | Val de Loire         | Blanc            |                          |                                   |                    |                    |                    |
| muscat de Beaumes-de-Venise                                              | Vallée du Rhône      | Blanc            | Rosé                     | Rouge                             |                    |                    |                    |
| muscat de Frontignan ou vin de Frontignan                                | Languedoc-Roussillon | Blanc            |                          |                                   |                    |                    |                    |
| muscat de Lunel                                                          | Languedoc-Roussillon | Blanc            |                          |                                   |                    |                    |                    |
| muscat de Mireval                                                        | Languedoc-Roussillon | Blanc            |                          |                                   |                    |                    |                    |
| muscat de Rivesaltes                                                     | Languedoc-Roussillon | Blanc            |                          |                                   |                    |                    |                    |
| muscat de Saint-Jean-de-Minervois                                        | Languedoc-Roussillon | Blanc            |                          |                                   |                    |                    |                    |
| musigny                                                                  | Bourgogne            | Blanc            |                          | Rouge                             |                    |                    |                    |
| nuits-saint-georges                                                      | Bourgogne            | Blanc            |                          | Rouge                             |                    |                    |                    |
| orléans                                                                  | Val de Loire         | Blanc            | Rosé                     | Rouge                             |                    |                    |                    |
| orléans-cléry                                                            | Val de Loire         |                  |                          | Rouge                             |                    |                    |                    |
| pacherenc du Vic-Bilh                                                    | Sud-Ouest            | Blanc            |                          |                                   |                    |                    |                    |
| pécharmant                                                               | Sud-Ouest            |                  |                          | Rouge                             |                    |                    |                    |
| pernand-vergelesses                                                      | Bourgogne            | Blanc            |                          | Rouge                             |                    |                    |                    |
| petit-chablis                                                            | Bourgogne            | Blanc            |                          |                                   |                    |                    |                    |
| picpoul de Pinet                                                         | Languedoc-Roussillon | Blanc            |                          |                                   |                    |                    |                    |
| pic-saint-loup                                                           | Languedoc-Roussillon |                  | Rosé                     | Rouge                             |                    |                    |                    |
| pineau des Charentes                                                     | Charentes            | Blanc            | Rosé                     | Rouge                             |                    |                    |                    |
| pommard                                                                  | Bourgogne            |                  |                          | Rouge                             |                    |                    |                    |
| pouilly-fuissé                                                           | Bourgogne            | Blanc            |                          |                                   |                    |                    |                    |
| pouilly-fumé ou blanc-fumé-de-pouilly                                    | Val de Loire         | Blanc            |                          |                                   |                    |                    |                    |
| pouilly-loché                                                            | Bourgogne            | Blanc            |                          |                                   |                    |                    |                    |
| pouilly-sur-loire                                                        | Val de Loire         | Blanc            |                          |                                   |                    |                    |                    |
| pouilly-vinzelles                                                        | Bourgogne            | Blanc            |                          |                                   |                    |                    |                    |
| puligny-montrachet                                                       | Bourgogne            | Blanc            |                          | Rouge                             |                    |                    |                    |
| quarts-de-chaume                                                         | Val de Loire         | Blanc            |                          |                                   |                    |                    |                    |
| quincy                                                                   | Val de Loire         | Blanc            |                          |                                   |                    |                    |                    |
| rasteau                                                                  | Vallée du Rhône      | Blanc            | Rosé                     | Rouge                             |                    |                    |                    |
| régnié                                                                   | Beaujolais           |                  |                          | Rouge                             |                    |                    |                    |
| reuilly                                                                  | Val de Loire         | Blanc            | Rosé                     | Rouge                             |                    |                    |                    |
| richebourg                                                               | Bourgogne            |                  |                          | Rouge                             |                    |                    |                    |
| rivesaltes                                                               | Languedoc-Roussillon | Blanc            | Rosé                     | Rouge                             |                    |                    |                    |
| romanée-conti                                                            | Bourgogne            |                  |                          | Rouge                             |                    |                    |                    |
| romanée-saint-vivant                                                     | Bourgogne            |                  |                          | Rouge                             |                    |                    |                    |
| rosé d'Anjou                                                             | Val de Loire         |                  | Rosé                     |                                   |                    |                    |                    |
| rosé de Loire                                                            | Val de Loire         |                  | Rosé                     |                                   |                    |                    |                    |
| rosé des Riceys                                                          | Champagne            |                  | Rosé                     |                                   |                    |                    |                    |
| rosette                                                                  | Sud-Ouest            | Blanc            |                          |                                   |                    |                    |                    |
| ruchottes-chambertin                                                     | Bourgogne            |                  |                          | Rouge                             |                    |                    |                    |
| rully                                                                    | Bourgogne            | Blanc            |                          | Rouge                             |                    |                    |                    |
| saint-amour                                                              | Beaujolais           |                  |                          | Rouge                             |                    |                    |                    |
| saint-aubin                                                              | Bourgogne            | Blanc            |                          | Rouge                             |                    |                    |                    |
| saint-bris                                                               | Bourgogne            | Blanc            |                          |                                   |                    |                    |                    |
| saint-chinian                                                            | Languedoc-Roussillon | Blanc            | Rosé                     | Rouge                             |                    |                    |                    |
| saint-joseph                                                             | Vallée du Rhône      | Blanc            |                          | Rouge                             |                    |                    |                    |
| saint-mont                                                               | Sud-Ouest            | Blanc            | Rosé                     | Rouge                             |                    |                    |                    |
| saint-nicolas-de-bourgueil                                               | Val de Loire         |                  | Rosé                     | Rouge                             |                    |                    |                    |
| saint-péray                                                              | Vallée du Rhône      | Blanc            |                          |                                   | Blanc              |                    |                    |
| saint-pourçain                                                           | Val de Loire         | Blanc            | Rosé                     | Rouge                             |                    |                    |                    |
| saint-romain                                                             | Bourgogne            | Blanc            |                          | Rouge                             |                    |                    |                    |
| saint-sardos                                                             | Sud-Ouest            |                  | Rosé                     | Rouge                             |                    |                    |                    |
| saint-véran                                                              | Bourgogne            | Blanc            |                          |                                   |                    |                    |                    |
| sancerre                                                                 | Val de Loire         | Blanc            | Rosé                     | Rouge                             |                    |                    |                    |
| santenay                                                                 | Bourgogne            | Blanc            |                          | Rouge                             |                    |                    |                    |
| saumur                                                                   | Val de Loire         | Blanc            | Rosé                     | Rouge                             | Blanc              | Rosé               |                    |
| saumur-champigny                                                         | Val de Loire         |                  |                          | Rouge                             |                    |                    |                    |
| saussignac                                                               | Sud-Ouest            | Blanc            |                          |                                   |                    |                    |                    |
| savennières                                                              | Val de Loire         | Blanc            |                          |                                   |                    |                    |                    |
| savennières-roche-aux-moines                                             | Val de Loire         | Blanc            |                          |                                   |                    |                    |                    |
| savigny-lès-beaune                                                       | Bourgogne            | Blanc            |                          | Rouge                             |                    |                    |                    |
| tavel                                                                    | Vallée du Rhône      |                  | Rosé                     |                                   |                    |                    |                    |
| terrasses-du-larzac                                                      | Languedoc-Roussillon |                  |                          | Rouge                             |                    |                    |                    |
| touraine                                                                 | Val de Loire         | Blanc            | Rosé                     | Rouge                             | Blanc              | Rosé               |                    |
| touraine-noble-joué                                                      | Val de Loire         |                  | Rosé                     |                                   |                    |                    |                    |
| tursan                                                                   | Sud-Ouest            | Blanc            | Rosé                     | Rouge                             |                    |                    |                    |
| vacqueyras                                                               | Vallée du Rhône      | Blanc            | Rosé                     | Rouge                             |                    |                    |                    |
| valençay                                                                 | Val de Loire         | Blanc            | Rosé                     | Rouge                             |                    |                    |                    |
| ventoux                                                                  | Vallée du Rhône      | Blanc            | Rosé                     | Rouge                             |                    |                    |                    |
| vézelay                                                                  | Bourgogne            | Blanc            |                          |                                   |                    |                    |                    |
| vinsobres                                                                | Vallée du Rhône      |                  |                          | Rouge                             |                    |                    |                    |
| viré-clessé                                                              | Bourgogne            | Blanc            |                          |                                   |                    |                    |                    |
| volnay                                                                   | Bourgogne            |                  |                          | Rouge                             |                    |                    |                    |
| vosne-romanée                                                            | Bourgogne            |                  |                          | Rouge                             |                    |                    |                    |
| vougeot                                                                  | Bourgogne            | Blanc            |                          | Rouge                             |                    |                    |                    |
| vouvray                                                                  | Val de Loire         | Blanc            |                          |                                   | Blanc              |                    |                    |

## Classement des crus
Les vins français sous AOC disposent d'un système interne de classement permettant à certains d'entre eux d'apposer la mention « cru » sur l'étiquette du produit. Le classement des crus n'est cependant pas homogène au niveau national, ni même parfois au niveau régional :
- pour les vins effervescents, l'appellation champagne dispose des mentions complémentaires « premier cru » et « grand cru » pouvant être accordées selon les dispositions du cahier des charges de l'appellation[15] ;
- pour les vins tranquilles à l'exception des vins du Bordelais, les crus sont donnés dans le tableau ci-dessous.

| Vignobles            | Cru classé | Premier cru | Grand cru |
| -------------------- | --- | --- | --- |
| Alsace               | | | 51 grands crus (chacun une appellation)                                                                          |
| Auxerrois            | | 40 premiers crus (appellation chablis suivie de la mention « premier cru » et éventuellement suivie d'un des 40 noms de climat)                     | 7 grands crus (l'appellation chablis grand cru éventuellement suivie d'une des sept dénominations géographiques) |
| Beaujolais           | 10 crus du Beaujolais ayant chacun sa propre appellation (la mention complémentaire utilisée ici n'est pas « cru classé » mais « cru du Beaujolais »)                                         | | |
| Côte chalonnaise     | | 146 premiers crus (4 appellations suivies de la mention « premier cru » et éventuellement suivies du nom du climat)                                 | |
| Côte de Beaune       | | 341 premiers crus (16 appellations suivies de la mention « premier cru » et éventuellement suivies du nom du climat)                                | 32 grands crus (8 appellations dont une (corton) est éventuellement suivie d'une des 24 climats)                 |
| Côte de Nuits        | | 142 premiers crus (7 appellations suivies de la mention « premier cru » et éventuellement suivies du nom du climat)                                 | 24 grands crus ayant chacun sa propre appellation                                                                |
| Languedoc-Roussillon | | | 1 grand cru ayant sa propre appellation (banyuls-grand-cru)                                                      |
| Provence             | 23 crus classés (1 appellation côtes-de-provence pour laquelle la mention « cru classé » n'est toutefois pas une mention complémentaire inscrite dans le cahier des charges de l'appellation) | | |
| Vallée de la Loire   | | 1 premier cru (appellation coteaux-du-layon suivie de la mention « premier cru » et obligatoirement suivie de la mention complémentaire « Chaume ») | 1 grand cru ayant sa propre appellation (quarts-de-chaume)                                                       |

- pour les vins tranquilles du Bordelais, les différents classements sont difficilement compatibles entre eux et avec ceux des autres régions :
  - le nom de l'appellation saint-émilion grand cru apparaît sur l'étiquette des vins de cette appellation. Le classement des vins de l'appellation saint-émilion-grand-cru contient les subdivisions « premier grand cru classé (distinction A) », « premier grand cru classé » et « grand cru classé »[16]. La mention « premier grand cru classé » ou « grand cru classé » peut être apposée sur l'étiquette des vins classés ;
  - le classement des vins de Graves inclut exclusivement des vins de l'appellation pessac-léognan. La mention « cru classé de Graves » peut être apposée sur l'étiquette des vins classés ;
  - le classement des crus artisans concerne les vins du vignoble du Médoc[17]. La mention « Cru Artisan » peut être apposée sur l'étiquette des vins classés ;
  - le classement des crus bourgeois concerne les vins du vignoble du Médoc[18]. La mention « cru bourgeois » peut être apposée sur l'étiquette des vins classés ;
  - le classement de 1855 pour les vins rouges inclut presque exclusivement des vins du vignoble du Médoc, avec l'exception du Château Haut-Brion de l'appellation pessac-léognan. Il contient les subdivisions « premier cru », « second cru », « troisième cru », « quatrième cru » et « cinquième cru ». Ces subdivisions, bien que non mentionnées dans les cahiers des charges, peuvent apparaître sur les étiquettes des vins classés ;
  - le classement de 1855 pour les vins blancs inclut exclusivement les appellations sauternes et barsac. Il contient les subdivisions « premier cru supérieur », « premier cru » et « second cru ». Ces subdivisions, bien que non mentionnées dans les cahiers des charges, peuvent apparaître sur les étiquettes des vins classés.